# Der einzig wahre Stadt- und Umgebungsplan von Entenhausen
Der einzig wahre Stadt- und Umgebungsplan von Entenhausen ist der Titel eines kartografischen Werkes des Kartografen Jürgen Wollina. Die Karte soll eine schlüssige Zusammenstellung der kartografischen Informationen zum fiktiven Ort Entenhausen aus den Comics von Carl Barks darstellen. Der Stadtplan wurde im April 2008 beim Kongress der D.O.N.A.L.D. erstmals vorgestellt.

## Idee und Entstehung
Jürgen Wollina begann mit der Arbeit am Stadtplan 1994. Dabei sollte ein Stadtplan von Entenhausen entstehen, der den in den Geschichten des Disney-Zeichners Carl Barks enthaltenen Informationen entspricht, da nur diese für die Donaldisten maßgeblich sind. Zunächst wurden von Barks gezeichnete Karten von Entenhausen zusammengetragen und alle 52.000 von Barks gezeichneten Bilder katalogisiert. Dabei entstand eine Chronologie der Barks-Karten mit Planangaben, ein Bildgenaues Barks/Fuchstext-Stichwortregister und ein Index der kartografischen Informationen der Zeichnungen von Barks mit Kartenskizzen. Dabei wurden die kartografischen Informationen eines Panels in einer Skizze festgehalten. Als weitere Ergebnisse erschienen vorab Entenhausen – Deine Brücken und Die 20 Geldspeicher des Dagobert Duck. Die dabei als kleine Karten und Skizzen gesammelten Informationen wurden dann nach und nach zu einem Stadtplan kombiniert. Dabei wurde Jürgen Wollina vom Stadtplaner Christian Pfeiler unterstützt, der die Reinzeichnungen übernahm.
Der Plan wurde erstmals beim 31. Kongress der D.O.N.A.L.D. in Bielefeld 2008 präsentiert, danach folgten kleinere Korrekturen. Die Erstveröffentlichung des fertigen Plans geschah durch Die Zeit am 27. November 2008. Ende Dezember erschien der Stadtplan im Der Donaldist Sonderheft Nr. 55 und als gerollte Karte bei der D.O.N.A.L.D. Eine überarbeitete Version erschien im August 2010 im Egmont Ehapa Verlag als Beilage zum ebenfalls von Jürgen Wollina geschriebenen Buch Reiseführer Entenhausen. Seit dem 4. Januar 2009 wird der Stadtplan in der Galerie im Alten Rathaus in Schwarzenbach an der Saale ausgestellt.
Jürgen Wollina ist am 3. November 2015 im Alter von 68 Jahren verstorben.

## Rezeption
Der Stadtplan von Entenhausen fand Beachtung in deutschen wie internationalen Medien. Dabei wurde der  Stadtplan als enorme Leistung eines Fans hervorgehoben. So trat Jürgen Wollina als Schöpfer des Stadtplans u. a. am 29. Januar 2009 bei Johannes B. Kerner auf. Im Februar 2009 berichteten BILD.de und Auto Bild über den Stadtplan.